# Gülşehir (district)
Gülşehir is een Turks district in de provincie Nevşehir en telt 26.051 inwoners (2007). Het district heeft een oppervlakte van 955,8 km². Hoofdplaats is Gülşehir.
De bevolkingsontwikkeling van het district is weergegeven in onderstaande tabel.
| 1997   | 2000   | 2007   |
| ------ | ------ | ------ |
| 29.151 | 31.664 | 26.051 |